# Musée Carnavalet
Musée Carnavalet eller Musée de l'Histoire de Paris, inhyst i Hôtel de Carnavalet i Paris, är ett museum över staden Paris historia.
Samlingarna belyser stadens utveckling och kulturliv. Särskilt väl illustreras 1789 års revolution.